# ناحیه بیئر لیک، شهرستان مانیسته، میشیگان
ناحیه بیئر لیک (به انگلیسی: Bear Lake Township) یک منطقهٔ مسکونی در ایالات متحده آمریکا است که در شهرستان منیستی، میشیگان واقع شده‌است. ناحیه بیئر لیک ۹۳٫۴ کیلومتر مربع مساحت و ۱٬۵۸۷ نفر جمعیت دارد و ۲۳۲ متر بالاتر از سطح دریا واقع شده‌است.